# Districtul Na Wang
Na Wang (în thailandeză นาวัง) este un district (Amphoe) din provincia Nongbua Lamphu, Thailanda, cu o populație de 37.316 locuitori și o suprafață de 326,4 km².

## Componență
Districtul este subdivizat în 5 subdistricte (tambon), care sunt subdivizate în 51 de sate (muban).
| Nr. | Nume         | În thailandeză | Sate | Locuitori |  |
| --- | ------------ | -------------- | ---- | --------- |  |
| 1.  | Na Lao       | นาเหล่า         | 13   | 8,778     |  |
| 2.  | Na Kae       | นาแก           | 10   | 8,139     |  |
| 3.  | Wang Thong   | วังทอง          | 12   | 8,672     |  |
| 4.  | Wang Pla Pom | วังปลาป้อม       | 8    | 6,848     |  |
| 5.  | Thep Khiri   | เทพคีรี          | 8    | 4,879     |  |